# Симон (граф Сицилии)
Симон Отвиль (фр. Simon de Hauteville, итал. Simone D'Altavilla) (1093—1105) — граф Сицилии с 1101 года, старший сын и наследник Рожера I Боссо, графа Сицилийского.

## Биография
Отец Симона умер в 1101 году, и Симон стал графом Сицилийским в 8 лет. Его мать, Аделаида Савонская, стала регентшей. Сам Симон скончался 28 сентября 1105 года и титул графа Сицилийского перешёл к его младшему брату, Рожеру II.